# The Critic (Fernsehserie)
The Critic ist eine US-amerikanische Fernsehserie, die das Leben der Hauptfigur Jay Sherman schildert. Zunächst wurde die Serie auf ABC ausgestrahlt. Ab der zweiten Staffel strahlte der Sender Fox die Sendung aus. The Critic wurde von Al Jean und Mike Reiss entwickelt, die ebenfalls bei der Serie Die Simpsons mitwirkten. Es kommt in der Serie auch zu einem Crossover der beiden Zeichentrickserien.

## Geschichte
Die erste Staffel von The Critic wurde erstmals mit dreizehn Episoden auf ABC ausgestrahlt. Als die zweite Staffel auf Fox gezeigt wurde, kam es 1995 zu einem Crossover mit der Serie Die Simpsons. In der 18. Episode der sechsten Staffel von Die Simpsons mit dem deutschen Titel „Springfield Film-Festival“ bittet Marge Jay Sherman zu einem Filmfestival, um dort als Kritiker mitzuwirken. Bereits nach zwei Staffeln wurde The Critic abgesetzt. Die Wiederholungen wurden danach auf Comedy Central und Locomotion veröffentlicht. Zwischen 2000 und 2001 wurden 10 Webisoden produziert und auf Atom.com gesendet. 2004 wurde eine DVD-Box veröffentlicht, welche die 23 Fernseh- als auch Webisoden enthält. Zu einer Veröffentlichung in Deutschland kam es nicht.

## Inhalt
Die Serie handelt von dem in Manhattan lebenden Filmkritiker Jay Sherman, der für einen Fernsehsender regelmäßig Filme vorstellt und alle verreißt (Standardurteil „It stinks!“). In diesem Zusammenhang erscheinen zahlreiche Filmparodien, für die die Serie bekannt ist. Im wirklichen Leben ist er ein fetter, unattraktiver Adoptivsohn einer superreichen Familie, der in der ersten Staffel vor allem darum bemüht ist, eine Frau zu finden. Zu Beginn der zweiten Staffel findet er eine feste Partnerin; das Adoptionsthema wird nicht mehr erwähnt, die reichen Eltern tauchen aber weiterhin auf.